# Adam4adam
Adam4Adamはゲイを対象としたアメリカの出会い系サイトである。キャッチコピーは「友情、恋愛、または熱い関係」。
2005年9月時に、サンノゼマーキュリーニュース紙がアメリカ国内で二番目（1番はGay.com）に人気のあるゲイの出会い系サイトと発表した他、2007年3月には、Hitwiseがトラフィック量順で評価した結果1番人気（2-3番はManhunt及びGay.com）であると発表した。

## 特徴
2003年開設時には「Convergent Ideas, LLC」が、2013年現在は「A4A Network Inc.」が運営元である。利用者のほとんどがアメリカ国民で占められている。
同業他社とは異なり、完全無料利用が可能である。代わりの収益源として、シルデナフィル、バルデナフィル、タダラフィルや勃起不全後発医薬品を扱う通信販売企業や他のアダルトサイトからの広告料がある。
全民族を利用対象者としている。都市や地域により非白人人口率が異なるが、サイト内における人口率はアメリカ国内の人口率よりも高い。実例としてサンフランシスコ、ニューヨーク、アトランタにおける人口統計では、若年層に有色人種が多く年齢層が上がるに従い多様性は減少している。
Manhunt等他のサイトとは異なり売買春関連の広告を禁止しておらず、主な閲覧ページである個人広告から分離したカテゴリに配置される。他のサイトと同様に、ヌード写真などの投稿は許可制である。
「医療情報」だけでなく、「オンライン上の安全の手引」をテーマにしたページが用意している。また、各医療機関に「健康カウンセラー」用アカウントの作成を推奨している。これらの措置において、セーファーセックスや性感染症の検査、メタンフェタミン依存症の回避を促しており、加えてセックスドラッグを避けるようカウンセラーが呼びかけている。

## アウティング
各自の性的嗜好を表明する場としても使用されることが多く、OutServe-SLDNはアメリカ軍人事部に対しAdam4Adamや関連サイトによるこれら表明は「聞くな言うな」の方針に反しており、軍事司令部にも利用者が散見されると警告した。
サンディエゴゲイ＆レズビアンタイムズ紙によると

多くの場合、サービス利用者に振られた元恋人、またはルームメイトか友人が怒って利用者の個人広告か個人ページを印刷し司令部に送りつけて発覚する。

アメリカン・アイドルの出場者が異性愛者であると表明した際、運営側はデイリーニューズ (ニューヨーク)に情報を提供していた。